# Elephantomyia (Elephantomyia) multisignata
Elephantomyia (Elephantomyia) multisignata is een tweevleugelige uit de familie steltmuggen (Limoniidae). De soort komt voor in het Afrotropisch gebied.